# Schule Schloss Stein

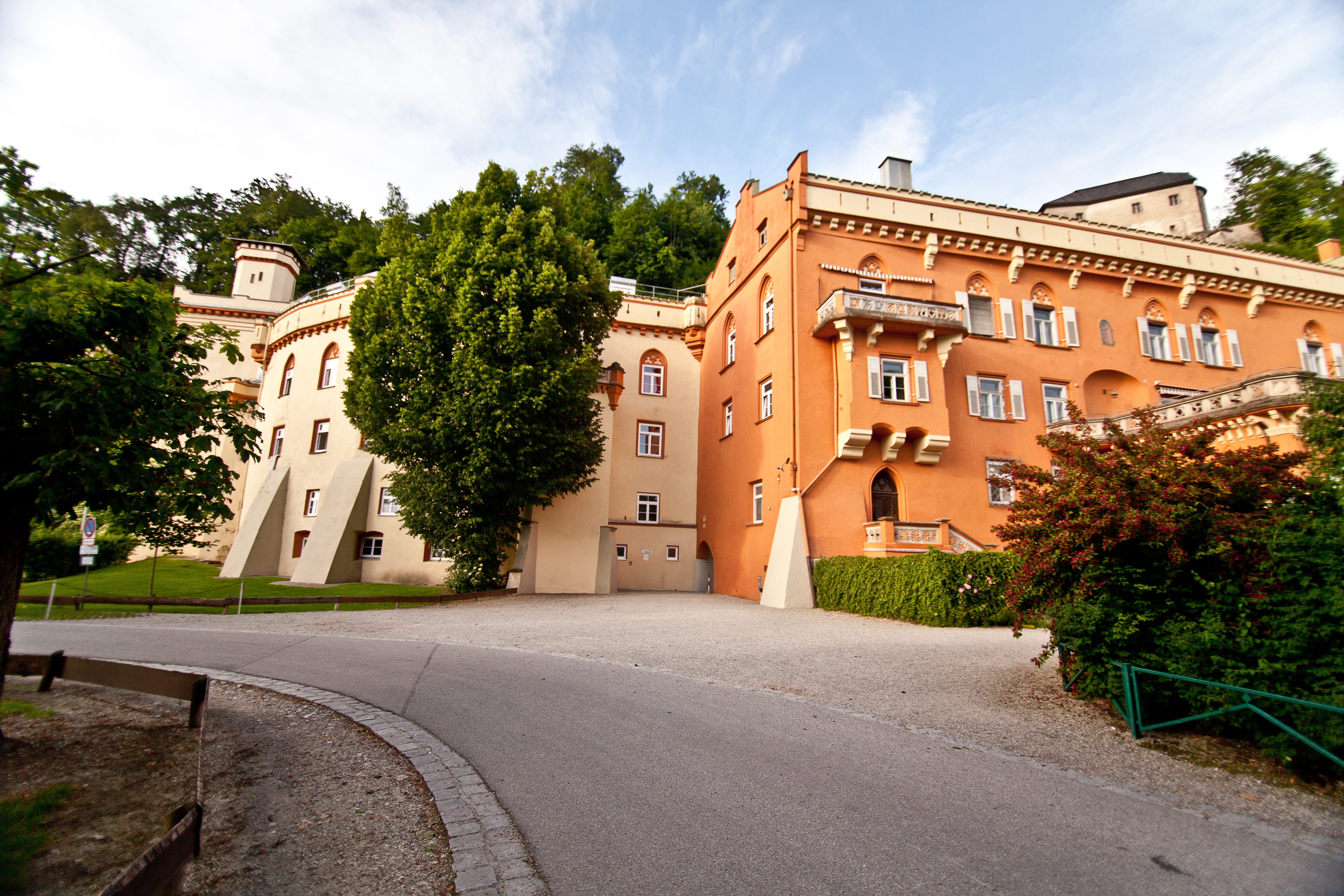
Das Unterschloss der aus drei Teilen bestehenden Burganlage

Die Schule Schloss Stein ist ein staatlich anerkanntes neusprachliches, wirtschaftswissenschaftliches Gymnasium und ein Internat für Jungen und Mädchen in Bayern. Etwa 100 Schülerinnen und Schüler werden in der Privatschule unterrichtet. Die Schule, 1948 von der Familie Wiskott in der reformpädagogischen Tradition der Landerziehungsheime nach Hermann Lietz gegründet, wird in der dritten Generation von Sebastian Ziegler geleitet.
Der Ort Stein an der Traun ist ein Ortsteil der Stadt Traunreut. Die Schlosstrakte des Internats bilden das Unterschloss einer aus drei Teilen bestehenden Burganlage des Schloss Stein.

## Konzept
Als eines der kleinsten Internate Deutschlands können die Schüler in kleinen Lerngruppen persönlich betreut werden. Seit 2001 tragen die Schüler eine einheitliche und verbindliche Schulkleidung.

### Ausbildungsrichtungen
Alle Schüler starten in der 5. Klasse mit Englisch, in der 6. Klasse wahlweise mit Französisch oder Latein und entscheiden sich ein Jahr später entweder für den sprachlichen oder den wirtschafts- und sozialwissenschaftlichen Zweig.

### Sprachlicher Zweig
Ab der 8. Klasse kann zwischen Französisch und Spanisch gewählt werden.

### Wirtschafts- und Sozialwissenschaftlicher Zweig
Ab der 8. Klasse werden Wirtschafts- und Rechtslehre und Wirtschaftsinformatik sowie ab der Klasse 9 Sozialkunde gelehrt.

### Betreuung

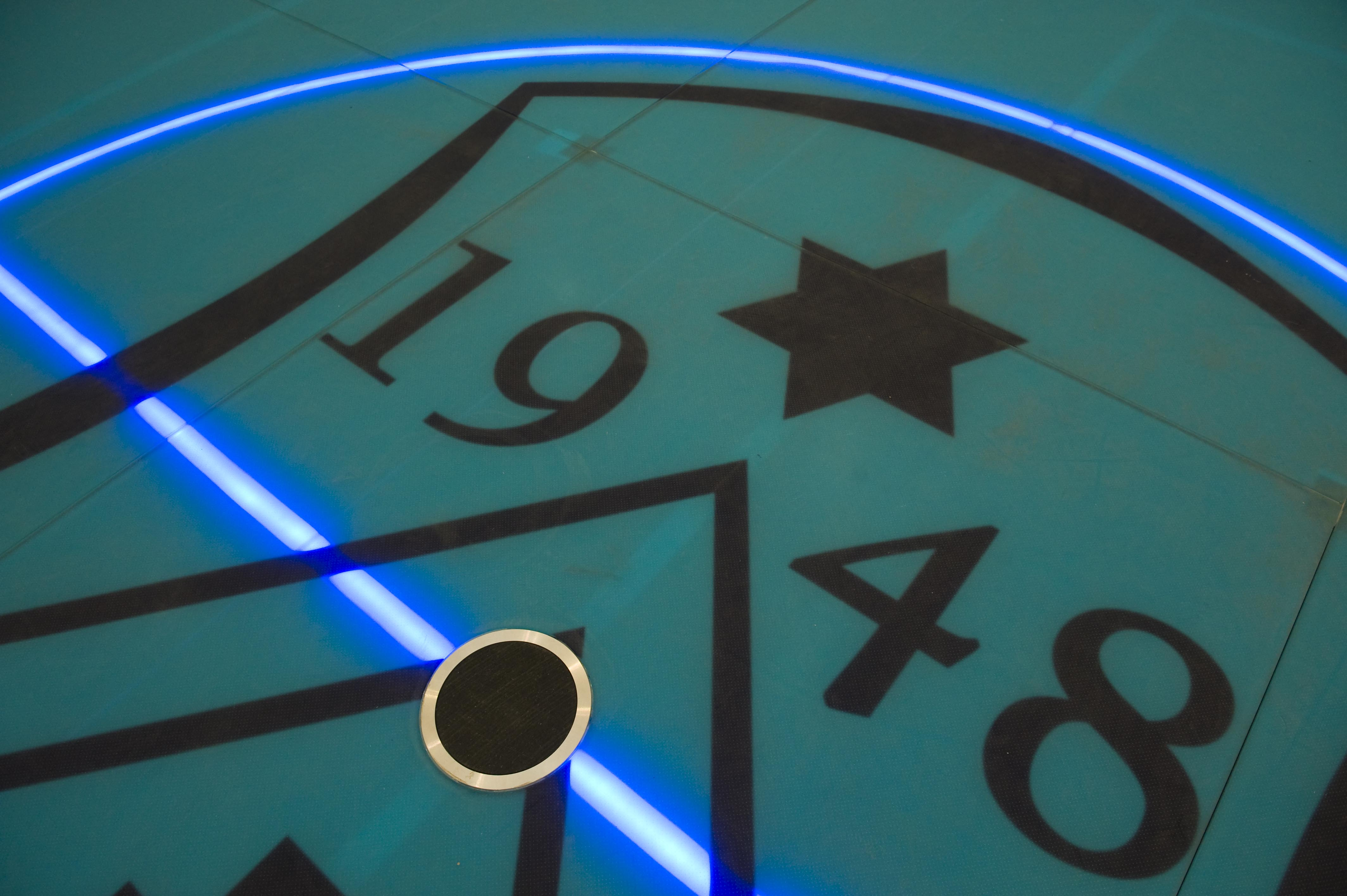
Glasboden der Mehrzweckhalle mit integrierten LED

Der handwerkliche Bereich umfasst Glasblasen, Töpfern und Modellbau. Neben Bogenschießen, Fitness, Golf, Karate, Rugby, Tauchen, Tennis, verfügt die Schule auch über mehrere Pferde, einen Stall und eine eigene Pferdekoppel. Für die Schüler werden Reitstunden angeboten.
Für die gängigen Ballsportarten steht seit 2010 den Schülern eine neue Mehrzweckhalle für den Sportunterricht zur Verfügung. Die Besonderheit besteht in einem federnd gelagerten Glasboden, in dem integrierte LED die jeweilige Spielfeldmarkierung für Handball, Basketball und Volleyball anzeigen. Diese Bodenkonstruktion gilt als bisher weltweit einzigartig. (Stand Juni 2011)
Neben Sport gehört zum ganzheitlichen Erziehungskonzept auch eine Vielzahl an musischen Angeboten für Klavier, E-Gitarre, Gitarre und Schlagzeug. Darüber hinaus gibt es einen Chor und eine Theatergruppe.
Seit 2001 veranstaltet die Schule Schloss Stein regelmäßig die Steiner Literatur- & Medienwoche.

## Alumni
Der Altsteiner Verein e. V. widmet sich der Förderung der Bildung und der Netzwerkpflege. Es finden regelmäßige Treffen der Ehemaligen der Einrichtung statt.

## Bekannte ehemalige Schüler
- Percy Adlon (* 1. Juni 1935 in München; † 10. März 2024 in Los Angeles) Film- und Fernsehregisseur, Autor und Produzent
- Arndt von Bohlen und Halbach (* 24. Januar 1938 in Berlin; † 8. Mai 1986 in München), Ur-Ur-Enkel von Alfred Krupp
- Max Mosley (* 13. April 1940 in London; † 23. Mai 2021 ebenda), Rennfahrer und Sportfunktionär, 1993 bis 2009 Präsident des internationalen Motorsportverbands FIA
- Hermann Otto Solms – eigentlich: Hermann Otto Prinz zu Solms-Hohensolms-Lich (* 21. November 1940 in Lich), Politiker (FDP), von 1998 bis 2013 Vizepräsident des Deutschen Bundestages
- Wolf Siegfried Wagner (* 6. Dezember 1943 in Bayreuth), Opernregisseur und Architekt, Urenkel von Richard Wagner
- Nike Wagner (* 9. Juni 1945 in Überlingen), Publizistin und Dramaturgin, Urenkelin von Richard Wagner
- Dietrich Hahn (* 14. April 1946 in Frankfurt am Main), Publizist, Enkel von Otto Hahn
- Daphne Wagner (* 13. November 1946 in Bayreuth), Schauspielerin, Urenkelin von Richard Wagner
- Gottfried Wagner (* 13. April 1947 in Bayreuth), Multimediaregisseur und Publizist, Urenkel von Richard Wagner
- Gunilla Gräfin von Bismarck (* 23. November 1949 in Friedrichsruh), Urenkelin von Otto von Bismarck
- Dominik Graf (* 6. September 1952 in München) Film- und Fernsehregisseur
- Christian Lösel (* 23. September 1974 in München), Oberbürgermeister a. D. von Ingolstadt